# Witalij Buśko (Leanidawicz)
Witalij Leanidawicz Buśko (biał. Віталій Леанідавіч Бусько, ros. Виталий Леонидович Бусько, Witalij Leonidowicz Buśko; ur. 7 sierpnia 1956 w Ladkach) – białoruski inżynier elektryk, kandydat nauk, pracownik akademiki, wielokrotny dziekan, prorektor, polityk; w latach 2008–2016 deputowany do Izby Reprezentantów Zgromadzenia Narodowego Republiki Białorusi IV i V kadencji.

## Życiorys
Urodził się 7 sierpnia 1956 roku we wsi Ladki, w rejonie korelickim obwodu baranowickiego Białoruskiej SRR, ZSRR. Ukończył Miński Instytut Radiotechniczny (MIR), uzyskując wykształcenie inżyniera elektryka. Uzyskał stopień kandydata nauk (odpowiednik polskiego stopnia doktora) i docenta. Pracę rozpoczął jako młodszy pracownik naukowy MIR. Następnie pracował jako zastępca przewodniczącego, przewodniczący komitetu zawodowego studentów, pracownik naukowy MIR, docent Katedry Metod Obliczeniowych i Programowania, zastępca dziekana Wydziału Technologii Informatycznych i Zarządzania, dziekan Wydziału Radiotechniki i Elektroniki, dziekan Wydziału Technologii Informacyjnych i Zarządzania, prorektor ds. nauczania Białoruskiego Państwowego Uniwersytetu Informatyki i Radioelektroniki.
27 października 2008 roku został deputowanym do Izby Reprezentantów Białorusi IV kadencji ze Wschodniego Okręgu Wyborczego Nr 107. Pełnił w niej funkcję zastępcy przewodniczącego i przewodniczącego Stałej Komisji ds. Międzynarodowych i Stosunków z WNP. Od 13 listopada 2008 roku był członkiem Narodowej Grupy Republiki Białorusi w Unii Międzyparlamentarnej. 18 października 2012 roku został deputowanym do Izby Reprezentantów V kadencji z tego samego okręgu. Pełnił w niej funkcję zastępcy przewodniczącego Stałej Komisji ds. Międzynarodowych. Jego kadencja w Izbie Reprezentantów zakończyła się 11 października 2016 roku.

## Odznaczenia
- Gramota Pochwalna Zgromadzenia Międzyparlamentarnego Euroazjatyckiej Wspólnoty Gospodarczej;
- Gramota Pochwalna Zgromadzenia Narodowego Republiki Białorusi[1];
- Srebrny Medal „20 lat Wspólnoty Niepodległych Państw”;
- medale jubileuszowe[6].

## Prace
Wital Buśko jest autorem ponad 100 prac naukowych i naukowo-metodologicznych.

## Życie prywatne
Witalij Buśko jest żonaty, ma dwie córki i dwie wnuczki.